# شاخه پیوندگر خاکستری
هر عصب نخاعی شاخه‌ای به نام شاخهٔ پیوندگر خاکستری (ramus communicantes، به صورت جمع: rami communicantes) را از گره کنارمهره‌ای (گانگلیون پاراورتبرال) مجاور تنه سمپاتیک دریافت می‌کند. شاخه‌های خاکستری حاوی رشته‌های عصبی پس‌گانگلیونی دستگاه عصبی سمپاتیک هستند و از نورون‌های بدون میلین تشکیل شده‌اند. این برخلاف شاخه‌های پیوندگر سفید است که در آن نورون‌های به‌شدت میلین‌دار ظاهر سفیدی به شاخه‌ها می‌دهند.

## کارکرد
فیبرهای سمپاتیک پیش‌گانگلیونی از هسته میانی‌جانبی در ستون خاکستری خارجی نخاع در شاخه سفید به گانگلیون‌های کنارمهره‌ای تنه سمپاتیک منتقل می‌شوند. هنگامی که عصب پیش‌گانگلیونی از یک شاخه سفیدرنگ عبور کرد، می‌تواند یکی از سه کار زیر را انجام دهد.
- نورون پیش‌گانگلیونی می‌تواند با یک نورون سمپاتیک پس‌گانگلیونی در گره کنارمهره‌ای سمپاتیک در آن سطح سیناپس کند. از اینجا، نورون سمپاتیک پس‌گانگلیونی می‌تواند به بیرون از شاخه خاکستری در آن سطح به عصب مختلط نخاعی و به اندام عامل حرکت کند.
- نورون پیش‌گانگلیونی می‌تواند به سمت بالا یا پایین‌تر از یک گره کنارمهره‌ای سمپاتیک در سطح بالاتر یا پایین‌تر حرکت کند، جایی که می‌تواند با یک نورون سمپاتیک پس‌گانگلیونی سیناپس کند. از اینجا، نورون سمپاتیک پس‌گانگلیونی می‌تواند به بیرون از شاخه (راموس) خاکستری در آن سطح به عصب مختلط نخاع و به یک اندام مؤثر برود.
- نورون پیش گانگلیونی می‌تواند بدون سیناپس از گره‌های کنارمُهره‌ای (گانگلیون‌های پاراورتبرال) عبور کند و بنابراین به عنوان یک رشته عصبی پیش گانگلیونی ادامه می‌دهد تا زمانی که به یک گانگلیون جانبی دور در جلوی ستون مهره‌ها برسد. در گانگلیون دیستال (دورینه)، می‌تواند با رشته‌های عصبی پس گانگلیونی که مسئول عصب‌دهی احشای لگن هستند سیناپس پیدا کند. از اینجا، نورون سمپاتیک پس‌گانگلیونی می‌تواند از شاخه خاکستری در آن سطح به اندام مؤثر احشایی خود حرکت کند.

تأثیر گانگلیونی می‌تواند به‌طور خاص برای اندام‌های انتهایی هدف قرار گیرد و همچنین بخشی از یک پاسخ سیستمیک فراگیر شود. اگر پاسخ، پاسخ تمام بدن باشد، مانند جنگ یا گریز سمپاتیک، سیگنال‌ها از طریق شاخه‌های پیوندگر خاکستری که به عنوان مجرای بین اعصاب نخاعی عمل می‌کنند، به سایر اعصاب نخاعی توزیع می‌شوند.

### عملکردهای ویژه دردستگاه عصبی خودمختار
برخی از گره‌های گردنی و گانگلیون‌های قفسه سینه، شاخه خاکستری را مستقیماً به قلب می‌فرستند.
گره‌های قفسه سینه، شاخه‌های خاکستری را به دیواره بدن مجاور خود می‌فرستند. آنها رگ‌های خونی و غدد عرق را تأمین می‌کنند و ماهیچه راست‌کننده مو را باز می‌کنند.
گره‌های کمری دارای شاخه‌های خاکستری رنگ هستند که برای تأمین دیواره شکم و اندام تحتانی به اعصاب نخاعی مناسب می‌پیوندند.
گره‌های لگنی شاخه‌های پیوندگر خاکستری می‌سازند که شاخه‌های جانبی (پس گانگلیونی) دیواره لگن و اندام تحتانی را تأمین می‌کنند.

## تصاویر

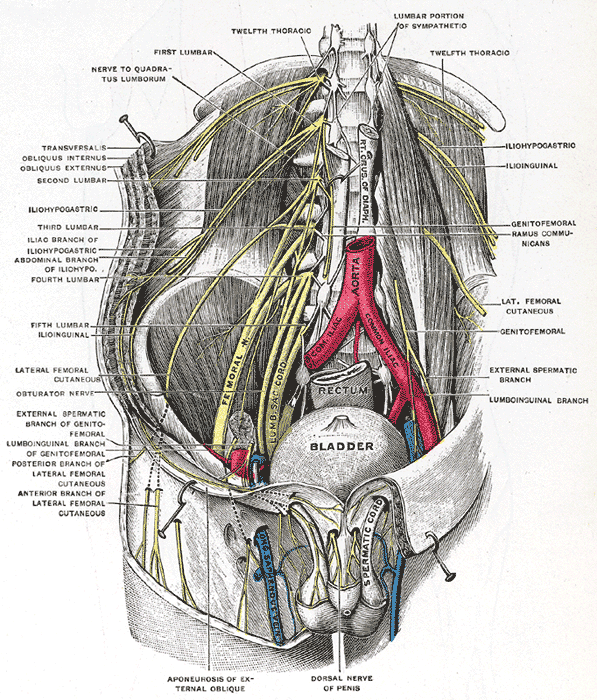
تشریح عمیق و سطحی شبکه کمری.
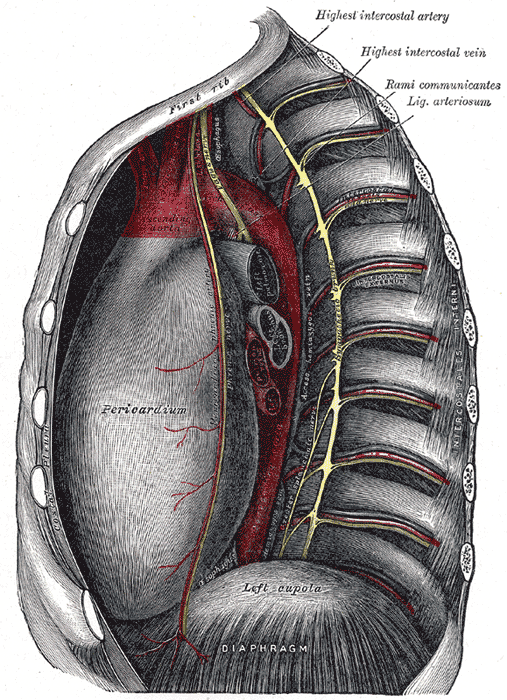
قسمت قفسه سینه تنه سمپاتیک.